# Річард Керл
Річард Керл (1883–1968) — шотландський письменник, журналіст, друг романіста Джозефа Конрада.

## Біографія
Річард Генрі Парнелл Керл  народився в Мелроуз, Шотландія в 1883 році в родині землевласника і юриста.  Керл навчався в коледжі Веллінгтона, працював оглядачем у Daily Mail.  Він працював у видавництві Кегана Пола з 1905 року і опублікував есе про Джорджа Мередіта.  Керл проводив час з Джозефом Конрадом у дні  перед смертю останнього.  2 серпня 1924 року вони  відвідали будинок, який він збирався орендувати. Жоден лікар, який відвідував Конрада, не вірив, що він серйозно хворий; однак він помер вранці 3 серпня.  Керл був виконавцем заповіту Конрада до 1944 року, коли відповідальність була передана Джону Конраду та юридичній фірмі Withers.  Він приватно опублікував щоденники Джозефа Конрада та нотатки, які Конрад вписав у примірники своїх робіт Керла.  Керл відігравав ключову роль у підтримці репутації Конрада після його смерті, в тому числі коли його книги вийшли з друку.  Після смерті Конрада Керл організував друк творів Джозефа Конрада в газеті Daily Mail.  Керл допомагав Джессі Конрад у продажу бібліотеки її покійного чоловіка. Більша частина власної колекції Конрада була продана на аукціоні в 1927 році. 
У 1930-х Керл прожив більшу частину свого життя в Америці. Він повернувся до Англії після початку Другої світової війни.  Пізніше він збирав книги з зоології та спеціалізувався на ентомології. Став членом Королівського ентомологічного товариства в 1947 році.   Він оселився в Сомерсеті і прожив там 25 років свого життя.  Пізніше  Керла переслідувало відчуття невдачі і той факт, що його робота на інші теми була маловідомою. 
Адам Керл пам’ятав свого батька як мандрівника, «звичайно не створеного для сімейного життя», який час від часу страждав від нападів меланхолії  та поганого настрою, але також був відданим, ввічливим і володів «гострим почуттям смішного».  Він пояснював близькість свого батька з Конрадом їх спільним «почуттям внутрішнього, таємничості, дивного, прихованого за банальним».  Він описав його як ближчого до «чудового дядька, який періодично спускався і збивав мене», ніж батька в його ранньому житті. Але зазначив, що вони стали ближчими в його дорослому віці.  Тим не менш, за словами Адама Керла, стосунки батька з ним були для нього менш важливими, ніж дружба з Веджвудом і особливо з Конрадом. 

## Історія дружби
Конрад і Керл подружилися в 1910-х роках, та особливо зблизилися в останні роки життя Конрада. Після смерті Конрада в 1924 році Керл був виконавцем його заповіту. Перша книга Керла про Конрада «Джозеф Конрад: дослідження» опублікована в 1914 році. Потім була написана книга «Останній день» Джозефа Конрада (приватно опублікована у 1924 році) і «Останні дванадцять років Джозефа Конрада» (1928). Також написана низка оглядів і журнальних статей. Серед інших його робіт — книга подорожей «На схід» (1923), заснована на його досвіді в Азії, романи-загадки « Корупція» (1933) і « Хто йде додому?» (1935) і «Персонажі Достоєвського» (1950), як наслідок дослідження творчості Федора Достоєвського.  

### 1912–1923 рр
Керл вперше зустрівся з Джозефом Конрадом у листопаді 1912 року.  Він написав статтю про творчість Конрада та рецензував «Під західними очима» Конрада для The Manchester Guardian, запитуючи про поворот Конрада до модернізму та відзначаючи схожість із « Злочином і карою» Федора Достоєвського.   У липні 1913 року Конрад написав Керлу і висловив свою підтримку майбутнім дослідженням роботи Конрада Керлом. Він попросив свого американського видавця розглянути можливість публікації дослідження Керла.  Конрад розглядав дослідження Керла як твір, який познайомить його з американським ринком. Керл отримав фінансову вигоду від робіт, які опублікував на основі доступу наданого йому Конрадом.  Конрад бачив Форда, з яким познайомився ще до його літературного успіху. Конрад прийшов побачити Керла як Джеймса Босвелла до Семюеля Джонсона.  Біограф Конрада Фредерік Р. Карл визначає Керла як одного з кількох «замінних «синів», які зібралися навколо Конрада в 1910-х роках. Керл був одним із молодших людей, які схвально писали про свого друга Конрада.  Керл був постійним супутником Конрада в його останні роки.  Конрад висміяв колекціонування книг Керла, але потурав йому, надавши тому підписані перші видання.  Син Конрада Джон Конрад описав близькість його батька з Керлом. Молодший Конрад засвідчив, що «Дік, як ми його називали, став частиною родини. Був частим і дуже бажаним відвідувачем, коли бував в Англії»  і став найближчим другом свого батька.  Карл називав Керла як «стабільного, старомодного у своїх ставленнях, дуже захисника пристойності та стійкої сили для Конрада». 
Дружина Керла, Корделія Керл була сестрою історика Хела Фішера, академіка Чарльза Денніса Фішера, морського офіцера Вільяма Вордсворта Фішера, банкіра Едвіна Фішера та Аделін Воан Вільямс, дружини композитора Ральфа Воган Вільямс.  Серед її родичів були також історик Фредерік Вільям Мейтленд, фотограф Джулія Маргарет Кемерон, автор Вірджинія Вулф і художниця Ванесса Белл.  Корделія  була близькою до Конрада, особливо в перші роки їх шлюбу.  Їхній син Адам Керл народився в 1916 році.  Пізніше Адам Керл стане директором Центру досліджень в галузі освіти та розвитку Гарвардського університету та першим професором мирознавчих досліджень у Сполученому Королівстві.
Керл провів 1916–1918 роки у Південній Африці.  Конрад присвятив йому свій роман «Золота стріла» (1919).   Наприкінці 1920-х він працював помічником редактора та оглядачем, жив із Корделією та Адамом , а потім у 1920 році поїхав до Бірми, щоб очолити The Rangoon Times .  Більшу частину 1920 року він провів у Бірмі і Малайських Штатах.  Він з Корделією розлучилися в 1922 році.  Керл був посередником у переговорах з газетами про публікацію творів Конрада.  Він брав участь у зіставленні «Записок Конрада про життя та листів» (1921).  Керл відігравав велику роль у ділових справах Конрада з 1922 року.  Конрад написав передмову до книги есе Керла 1923 року «На Схід». 

## Творчість
«Джозеф Конрад: Дослідження» (1914), перша з трьох книг Керла про Конрада, була першим дослідженням автора.   Книга побудована тематично і охоплює весь спектр творчості Конрада.  Він отримав кілька негативних рецензій, але мав підтримку самого Конрада.   Конрад сподівався, що книга разом з його власною автобіографією «Особистий рекорд» покращить його репутацію та підвищить попит на уніфіковане видання його творів.  Керл вважав книгу більш точною, ніж «Джозеф Конрад: Особистий спогад» Форда Медокса Форда (1924).  Юзеф Ретінгер, у свою чергу, розкритикував розповідь Керла у власному дослідженні Конрада.  У період з 1922 по 1927 рік Керл написав про Конрада для туристичного журналу. Есе «Джозеф Конрад на Сході» (1922) спочатку зустріли вороже з боку Конрада. Однак пізніше Конрад запропонував переробити твір в надії, що це допоможе створити йому репутацію в Сполучених Штатах. Два автори активно листувалися щодо статті, і Керл запропонував її скасувати.  У 1923 році вони знову листувалися щодо статті. У листах до Керла щодо статей Конрад висловлював бажання уникати того, щоб його читали як автора «екзотичних» творів або морських наративів. Конрад не погодився з частинами аргументів Світтенхема, але змусив Керла опублікувати відповідь. Керл підготував рецензію на «Ровер» Конрада у 1923 році. Незабаром після смерті Конрада в 1924 році Керл опублікував книгу «Останній день Джозефа Конрада». «Останній день Джозефа Конрада» був включений як останній розділ у романі Керла «Останні дванадцять років Джозефа Конрада» (1928).  Замість того, щоб пропонувати вичерпний виклад останніх років життя Конрада, письменник доповнив те, що вже було загальновідомим про Конрада. Дванадцять розділів охоплюють такі теми як «Конрад як друг» та «Особистість Конрада», і описують романіста в похвальних термінах. Керл продав права на листування бродвейському продюсеру та ексцентрику Кросбі Гейджу, якого він зустрів на борту RMS Majestic у 1926 році. 

## Інші твори
Інші публікації Керла включають анонімну книгу про етикет, кілька романів і збірок оповідань, критику та посібники з колекціонування книг і марок, два психологічні дослідження та дві збірки статей. Він також редагував том листування Роберта Браунінга і склав бібліографію публікацій Рейського товариства.  У 1923 році вийшла книга Керла «На схід: Замітки про Бірму і Малайю»  Вона включала кілька творів, раніше опублікованих у «Блакитному Пітері».  У книзі розповідається про його подорожі Бірмою та Британською Малайєю. Річард Ніланд припустив, що книга має «конрадіанський» тон і порівняв її з оповіданням Конрада «Юність».  Роман "Корупція» вийшов у 1933 році. Його історія стосується офіцера Секретної служби Сполучених Штатів, який розкриває змову вбивства під час відвідування старого друга. Рецензія в The New York Times описала створення в книзі несподіванки та атмосфери як успіх, але описала роман як провал літературної «майстерності». 1935 року був опублікований ще один роман-загадка. Сюжет розгортається в англійському заміському будинку і стосується чарівного молодого чоловіка, який протягом роману виявляється загрозою для оповідача. У рецензії Нью-Йорк Таймс схвалювалася «атмосфера таємниці та жаху» у романі. Сам твір описувався як «напружена й хвилююча історія».  Наступного року Джордж Оруелл опублікував рецензію на книгу зазначивши, що Керл «викликає слабким проблиском інтересу» і критикуючи його прозу, написав: «Дивно, що люди можуть продовжувати випускати книжки щороку і продовжують писати так погано».  У 1950 році було опубліковано дослідження персонажів чотирьох головних романів Федора Достоєвського 

## Смерть
Річард Керл помер у 1968 році за кілька тижнів до свого 85-річчя.   Його твори зберігаються в бібліотеці Ліллі Університету Індіани . 

## Вибрані твори
- Аспекти Джорджа Мередіта [Архівовано 21 листопада 2021 у Wayback Machine.] (1908)
- Тіні з натовпу [Архівовано 21 листопада 2021 у Wayback Machine.] (1912)
- Джозеф Конрад: Дослідження [Архівовано 21 листопада 2021 у Wayback Machine.] (1914)
- Життя - це мрія (1914)
- Відлуння голосів... [Архівовано 21 листопада 2021 у Wayback Machine.] (1917)
- Мандрівки: Книга подорожей і спогадів [Архівовано 21 листопада 2021 у Wayback Machine.] (1920)
- На Схід: Замітки про Бірму і Малайю (1923)
- Останній день Джозефа Конрада (1924)
- Особистість Джозефа Конрада (1925)
- Останні дванадцять років Джозефа Конрада (1928)
- Один і інший (1928)
- Збір американських перших видань (1930)
- Корупція (1933)
- Караван-сарай і розмова (1937)
- Персонажі Достоєвського (1950)
- Атмосфера місць (1951)
- Джозеф Конрад і його персонажі (1957)